# Little Big
I Little Big (AFI: /ˈlɪt.əl bɪɡ/) sono un duo musicale russo di genere rave ed elettronico, noto per il suo stile provocatorio e ironico, che unisce sonorità dance a elementi di satira sociale. Fondato a San Pietroburgo nel 2013 come un gruppo, è attualmente composto da Il'ja Prusikin e Sof'ja Tajurskaja.
Il gruppo ha esordito con il singolo Everyday I'm Drinking, affermandosi gradualmente sulla scena musicale grazie a videoclip caratterizzati da estetiche eccentriche e un umorismo grottesco. La notorietà internazionale è arrivata nel 2018 con Skibidi, il cui balletto virale ha spopolato sui social media, rendendo la band un fenomeno globale. Oltre al successo di Skibidi, altri brani come Lolly Bomb, Tacos e Hypnodancer hanno rafforzato la loro reputazione di creatori di tormentoni dal forte impatto visivo e sonoro.
Il gruppo si è distinto fin dagli esordi per il suo approccio volutamente provocatorio, combinando elementi di musica dance elettronica con testi irriverenti e videoclip dalle atmosfere surreali e caricaturali. L’estetica visiva e il senso dell'umorismo hanno spesso tratto ispirazione dalla cultura pop, dalla società russa e dall'assurdo, trasformando ogni loro uscita in un evento virale. I loro video musicali, caratterizzati da coreografie bizzarre e personaggi eccentrici, hanno accumulato miliardi di visualizzazioni su YouTube, rendendoli una delle band russe più riconoscibili a livello internazionale.
Nel corso degli anni, la band ha collaborato con vari artisti della scena mondiale, tra cui i Clean Bandit, Tommy Cash e Oliver Tree, ampliando ulteriormente il proprio pubblico. Nel 2020 avrebbero dovuto anche rappresentare la Russia all'Eurovision Song Contest con il brano Uno, ma la manifestazione è stata cancellata a causa della pandemia di COVID-19.
Il loro stile provocatorio ha anche attirato critiche e polemiche, soprattutto in patria. Alcuni video sono stati censurati o accusati di essere irrispettosi verso la cultura russa e le istituzioni. Questo ha contribuito alla loro decisione di lasciare la Russia nel 2022, decisione presa dopo aver espresso pubblicamente il loro dissenso nei confronti della guerra in Ucraina, a seguito della quale Prusikin e Tajurskaja si sono trasferiti negli Stati Uniti, con il restante dei membri rimasti in patria, portando alla separazione definitiva della formazione originaria.
Dopo il trasferimento, Prusikin e Tajurskaja, nel mentre diventati una coppia, hanno continuato il sodalizio artistico come un duo.
Prima della loro dipartita negli Stati Uniti, tra il 2020 ed il 2022 la rivista Forbes li ha classificati nella lista delle celebrità russe più pagate: nel 2020 erano al 18º posto con un patrimonio di 1 milione di dollari, mentre erano al 32º posto nel biennio 2021-2022.

## Storia

### 2013-2017: Formazione e primi successi
Il sodalizio artistico nasce all'inizio del 2013 come scherzo per il giorno del pesce d'aprile da un'idea del cantante-blogger Il'ja Prusikin e della regista Alina Pjazok alla quale si sono in seguito affiancati Olympia Ivleva, Anna Kast e il bassista dei Jane Air, Sergey Makarov. Scelto il nome di Little Big con il fine di mettere in evidenza la differenza d'altezza dei componenti della band, composta da due ragazzi di media statura e due ragazze affette da nanismo, il 1º aprile 2013 avviene il debutto ufficiale della band con la diffusione del videoclip di Everyday I'm Drinking. La canzone, che mescola il folklore russo con il consumo eccessivo di alcool, la mancanza di prospettive future e l'uso di tute da ginnastica, inizialmente era destinata ad essere la loro unica composizione musicale; tuttavia ottengono un inaspettato successo racimolando in poco tempo milioni di visualizzazioni su YouTube. In tal modo si convincono a produrre altre canzoni e incidono il secondo singolo We Will Push the Button, realizzato in 36 ore e pubblicato il 9 aprile successivo; così facendo attirano l'attenzione di gruppi già noti nel mondo musicale come i sudafricani dei Die Antwoord, i quali favoriscono la loro prima apparizione pubblica il 2 luglio 2013 al club A2 di San Pietroburgo, come atto di apertura del loro concerto. In occasione di questo evento, la creatività del gruppo si traduce nella composizione di altri sei testi.
Questi testi, affiancati da altri cinque incisi nel biennio 2013-2014, influiscono positivamente sul successo del collettivo che il 17 marzo 2014 varca la soglia dell'esperienza discografica con la pubblicazione del loro album d'esordio With Russia from Love. In seguito, la cantante Anna Kast rinuncia alla propria posizione nella band, svelando in un’intervista a mk.ru che la decisione era intrinsecamente connessa alla sua professione di educatrice e alle critiche pervenute da parte dei genitori degli allievi, le quali derivavano dallo stile peculiare del gruppo.
Nel mentre la band, arricchita dall'ingresso nella formazione di un altro membro dei Jane Air, Anton Lissov, e da quello di Sof'ja Tajurskaja come compositrice dei testi, inizia a prendere parte ad eventi musicali in giro per l'Europa: nel corso del 2014 si esibiscono nei Paesi Bassi al Melkweg e durante il Lowlands Festival; mentre nella prima parte del 2015 partecipano al Dour Festival in Belgio, tornano nei Paesi Bassi per partecipare al Paaspop di Pasqua e prendono parte alla prima edizione del Vidfest tenutosi al VDNCh.
Pubblicato il 3 febbraio 2015 il singolo Kind Inside, Hard Outside con il featuring dei Killaheadz, il 9 settembre successivo pubblicano il singolo Give me your Money, realizzato in collaborazione con il rapper estone Tommy Cash, con il quale realizzano la miniserie American Russian - Towards the Dream. 
Qualche mese più tardi, il 22 dicembre, il gruppo presenta il loro secondo album, intitolato Funeral Rave, che nell'arco della 52ª settimana del 2015 conquista l’ottavo gradino della classifica iTunes.

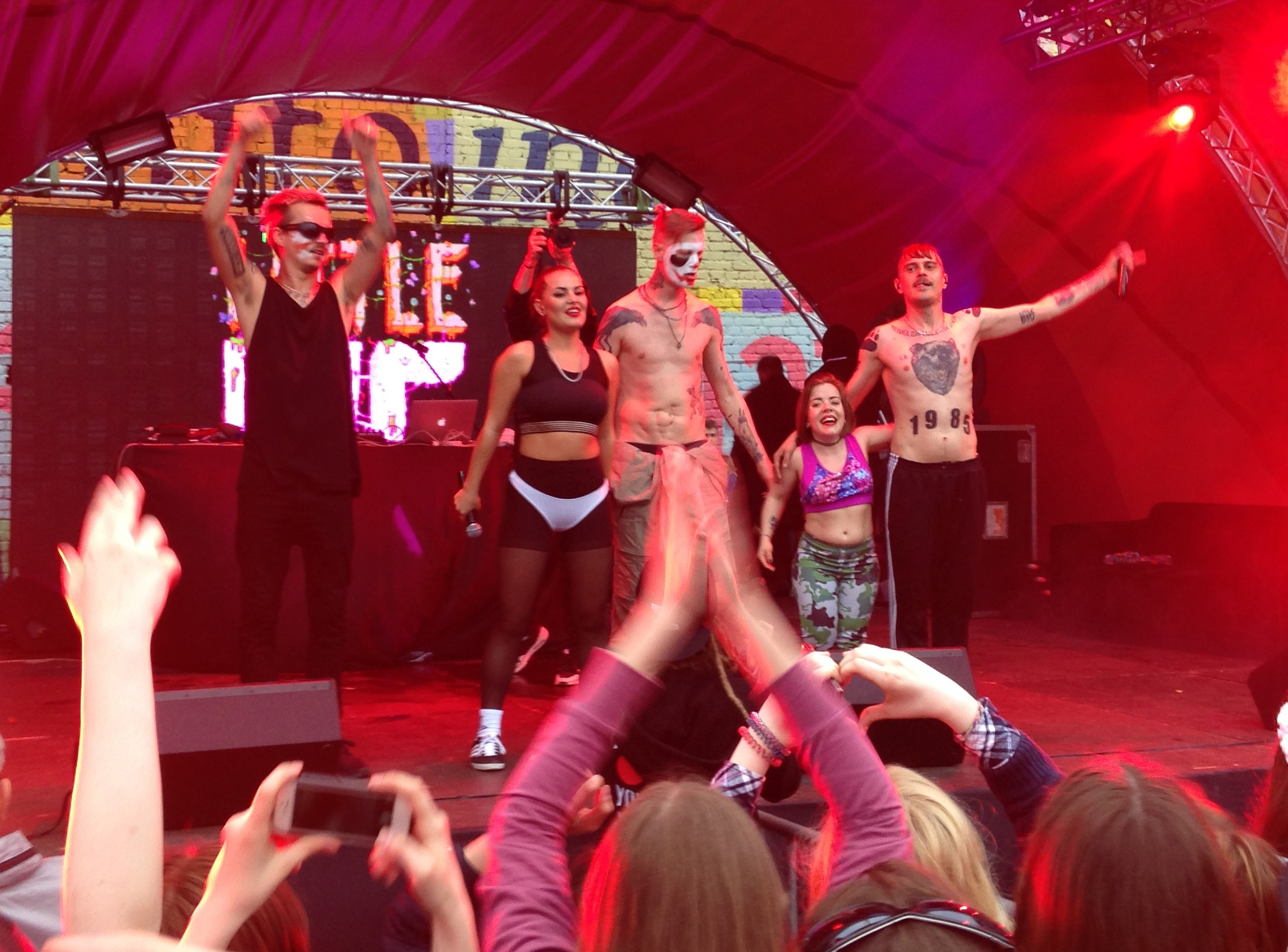
I Little Big al Vidfest nel maggio 2016.

L'anno successivo la band presenta i videoclip dei singoli Big Dick e Hateful Love, originariamente inclusi nelle tracce del loro secondo album in studio, e consolida ulteriormente la loro presenza al Vidfest. Il 21 maggio 2016, ai Berlin Music Video Awards, i video delle canzoni Big Dick e Give Me Your Money vengono onorati rispettivamente con il premio "Most Trashy" e il terzo posto per la miglior interpretazione.
Contemporaneamente la band continua a dare concerti in giro per l'Europa, e fonda la propria etichetta discografica, denominata Little Big Family, sotto la quale pubblicano a novembre il singolo Dead Unicorn e nel febbraio 2017 U Can Take, singolo dell'ex moglie di Il'ja Prusikin, Tatarka, per la quale fanno da featuring.
(Il'ja Prusikin, parlando del successo ottenuto)
Il 31 marzo 2017, alla vigilia del loro quarto anniversario, pubblicano Rave On, il loro primo EP, contenente il singolo omonimo e For Haters con la partecipazione di Danny Zuckerman; più tardi, il 25 agosto, appaiono nel brano Nightlife degli Eskimo Callboy, tratto dal loro album The Scene.
A fine anno pubblicano il singolo Lolly Bomb, che nel febbraio 2018 vince il premio come Miglior video musicale ai Global Film Festival Awards di Los Angeles.

### 2018-2019: I nuovi album e il successo conSkibidi
Il giorno del quinto anniversario della band, il 1º aprile 2018, un'altra esponente del gruppo, Olimpija Ivleva, comunica la sua uscita al fine di intraprendere una carriera con i suoi interessi extra musicali e il riprendersi "dall'esaurimento dopo cinque anni di lavoro".
L'8 maggio seguente pubblicano l'album Antipositive, Pt. 1, accompagnato dal videoclip di Punks not Dead.
Nel corso dei mesi successivi vengono rilasciati anche i videoclip di AK-47 e Faradenza, entrambi tratti dallo stesso album; nel mentre la band prende anche parte ad eventi musicali per l'Europa, fra i quali lo Sziget Festival di Budapest.
Nel settembre la band viene inserita da alcuni genitori della città russa di Nižnij Novgorod in una lista nera destinata al governatore regionale dell'omonimo oblast', che consideravano gli artisti presenti sulla lista dirompenti per la salute mentale, portando al declino morale non solo dei bambini, ma anche del pubblico adulto. Nonostante ciò, il 5 ottobre rilasciano Antipositive, Pt. 2 e il singolo Skibidi, che debutta con 23 milioni di visualizzazioni nella prima settimana, attirando rapidamente l’attenzione del pubblico. In poco tempo, la canzone supera i 400 milioni di visualizzazioni su YouTube, divenendo di fatto la prima videoclip russa a raggiungere tale traguardo. Inoltre, il suo caratteristico balletto diventa un fenomeno virale su TikTok, diffondendosi rapidamente tra gli utenti e spingendo anche diversi personaggi famosi a replicarlo.
Il successo di Skibidi si riflette anche nelle vendite, permettendole di ottenere il disco di platino in Polonia, diventando così la prima canzone della band a raggiungere questo riconoscimento.

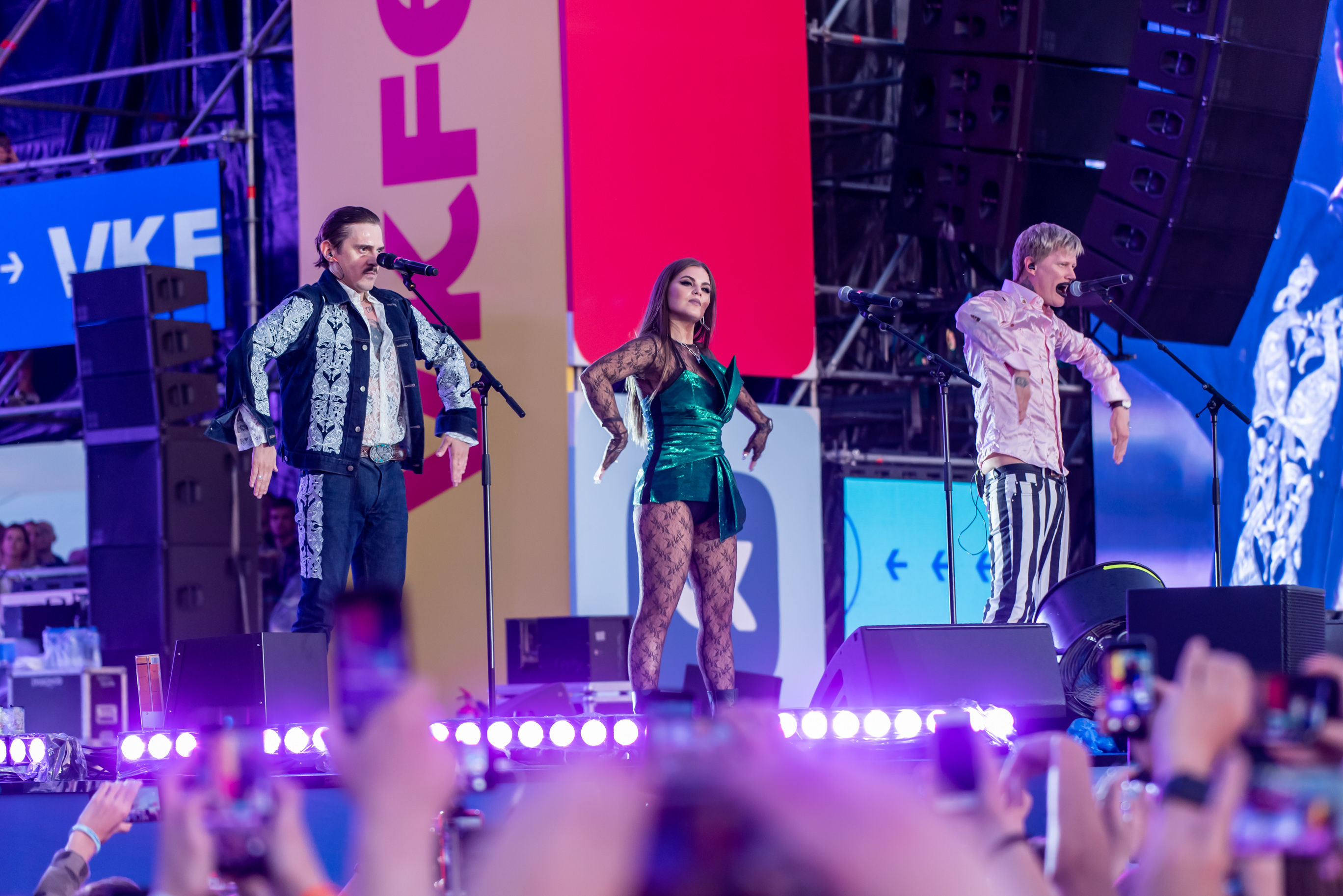
I Little Big durante l'esecuzione di Skibidi al VK Fest nel 2019.

Sull'onda di questa popolarità crescente, verso la fine del 2018 pubblicano in collaborazione con i Ruki Vverch! il singolo Slėmjatsja pacany; mentre nel gennaio 2019 annunciano il loro primo tour internazionale, l'USA Skibidi Tour 2019, composto da sette tappe con inizio a New York nel marzo dello stesso anno. In contemporanea rivelano un tour europeo omonimo, con date in 16 nazioni, a partire dal Regno Unito fino alla tappa conclusive in Italia. 
Nel febbraio successivo rilasciano il loro secondo EP, intitolato Skibidi e composto da cinque versioni diverse del singolo, tra cui la Romantic Edition e quattro remix.
Durante l'estate dello stesso anno, dapprima annunciano in occasione dell'E3 di Los Angeles la presenza di Skibidi nella colonna sonora di Just Dance 2020, poi tramite il proprio profilo di Facebook, le date del tour Pop on the top, svoltosi nell'ottobre seguente con un totale di 17 tappe in Austria, Belgio, Francia, Germania Polonia, Paesi Bassi e Ungheria.
Tentano anche di partecipare all'Eurovision Song Contest 2019 in Israele con la canzone You Are My Love, tuttavia il comitato di selezione di Rossija 1 gli preferisce il cantante Sergej Lazarev. Dopo il rifiuto scartano il singolo e pubblicano con Tatarka il brano Arriba, che vede la partecipazione come featuring della band britannica dei Clean Bandit.
Più avanti nel novembre dello stesso anno presentano l'extended play Go Bananas, seguito dai videoclip delle uniche due canzoni da esso estratto: Rock-Paper-Scissors e il brano omonimo. In seguito, per quest'ultimo brano ottengono varie nomination e premiazioni, come quelle al Berlin Music Video Award.

### 2020-2021: l'Eurovision e la notorietà
Dopo il rifiuto del 2019, il 2 marzo 2020 l'emittente radiotelevisiva Pervyj kanal annuncia di aver selezionato internamente il gruppo come rappresentante della Russia all'Eurovision Song Contest 2020 in programma a Rotterdam, nei Paesi Bassi. Il loro brano, Uno, viene presentato il successivo 12 marzo e con esso il suo videoclip che viene pubblicato sul canale YouTube ufficiale del concorso canoro.
In quell'occasione viene inoltre rivelata la partecipazione non accreditata di Jurij Muzyčenko, leader dei The Hatters, e di Florida Chanturia dai Leningrad.
Il brano ottiene subito un buon riscontro dal pubblico, tuttavia già qualche giorno dopo l'uscita dello stesso, la band viene accusata di omofobia. Questo dopo la condivisione da parte del blogger lituano Geizeris di un video risalente al 2017 che ritraeva i membri dei Little Big ad un pride a Bruxelles in Belgio nella quale facevano battute considerate omofobe, soprattutto a causa dell'uso termini del lessico omofobico. Nonostante ciò le accuse sono subite cadute in quanto la stessa band era solita fare battute del genere del tipo black humor, oltre al fatto che alcuni dei componenti più volte si sono mostrati a favore di alcuni aspetti della comunità LGBT.
A prescindere da ciò, il 18 marzo la band riceve la comunicazione ufficiale dell'annullamento della competizione eurovisiva a causa dello scoppio della pandemia di COVID-19.
Il 7 maggio seguente la band pubblica il singolo Hypnodancer, che nel giro di poco si ritaglia un posto nelle tendenze di YouTube di oltre 26 paesi differenti, ottenendo 33 milioni di visualizzazioni nei primi dieci giorni e piazzandosi al quinto posto dei video più visti globalmente nella piattaforma nella settimana tra il 7 e il 14 maggio.
Tre giorni dopo vengono invitati a prendere parte a Eurovision: Europe Shine a Light, il programma televisivo andato in onda il 16 maggio 2020 per sostituire la finale eurovisiva. 
Nei giorni successivi prendono parte ad altri eventi canori organizzati dalle singole nazioni: al Big Night In! in Australia si classificano secondi, battuti dai concorrenti islandesi. Ottengono nuovamente il secondo posto all'Okkar 12 stig, mentre si piazzano terzi all'Eurovision 2020 - das deutsche Finale e quarti all'Eurovision: Sveriges 12:a.
Partecipano anche all'evento canoro austriaco Der kleine Song Contest dove però non superano le semifinali.
Il 19 luglio, il videoclip di Uno diviene il video più visualizzato sul canale ufficiale dell'Eurovision Song Contest, superando Toy dell'israeliana Netta. Il mese successivo, il 14 agosto, il gruppo rilascia il singolo Tacos. Nel mese di ottobre pubblicano una reinterpretazione di Gonna Make You Sweat (Everybody Dance Now), impiegata nel trailer del film Borat - Seguito di film cinema, seguita dal singolo S*ck My D*ck 2020.
Verso la fine dell'anno ricevono tre vittorie in tre diverse categorie al Rossijskaja nacional'naja muzykal'naja premija Viktorija grazie al singolo Uno, tuttavia fanno scalpore per la loro scelta di rifiutare l'invito alla premiazione presso il Palazzo di Stato del Cremlino; a questo segue, tra il 31 dicembre 2020 e il 1º gennaio 2021, la loro partecipazione al programma televisivo Ciao, 2020!, in cui eseguono una versione hardcore di Mamma Maria dei Ricchi e Poveri sotto lo pseudonimo italianizzato "Piccolo Grandi", che viene successivamente inserito nella compilation Ciao, 2020!.
Il 2 marzo 2021 il canale russo Pervyj kanal annuncia la realizzazione di una selezione nazionale per rappresentare la Russia all'Eurovision Song Contest, evento che non si verificava dal 2012. In precedenza, durante un episodio di Eurovisioncalls con ospiti due membri della band, dopo una domanda dell'intervistatrice NikkieTutorials i Little Big avevano espresso il desiderio di essere nuovamente invitati a rappresentare il paese alla competizione. Infatti, il 7 marzo, la stessa emittente conferma la loro partecipazione alla selezione nazionale prevista per il giorno successivo. Tuttavia, l'8 marzo, poche ore prima dell'evento, la band annuncia tramite il proprio profilo Instagram la decisione di non voler rappresentare la Russia alla competizione eurovisiva per dare opportunità ad altri cantanti russi. Nonostante ciò prendono comunque parte alla selezione nazionale in qualità di ospiti, esibendosi con Uno.
Lo stesso giorno mettono in commercio il singolo Sex Machine.
Nell'aprile seguente vengono nominati ai Berlin Music Video Awards 2021 con la canzone S*ck My D*ck 2020 nella sezione Best Art Director; mentre nel mese di giugno dapprima pubblicano l'EP Covers e subito dopo il singolo Everybody (Little Big Are Back). Assieme al videoclip di quest'ultimo, poche settimane dopo, il 22 giugno 2021, i Little Big e l'azienda Crocs annunciano un accordo per la produzione delle ciabatte personalizzate Little Big x Crocs Classic Black Clog e Little Big x Crocs Classic Pink Clog, che si intravedono nel videoclip sopra citato.
(Il'ja Prusikin, parlando sulla collaborazione)
Più tardi, nella stessa sessione estiva, pubblicano un altro singolo: Moustache con Netta Barzilai.
A settembre danno invece il via a una collaborazione on il rapper statunitense Oliver Tree. L'unione dei due progetti artistici porta alla produzione del singolo Turn It Up, uscito il 2 settembre, e che vede anche la partecipazione di Tommy Cash; seguito dall'extended play Welcome to the Internet e dall'altro singolo The Internet. Nello stesso mese, annunciano le date del tour nazionale We Are Little Big con tappe in più di 25 città russe.
Il 24 novembre 2021, tramite un video pubblicato sul proprio canale YouTube chiamato "LITTLE BIG NFT SURPRISEN EGG" episode 1, annunciano la realizzazione di 1000 NFT: uova ispirate ai Kinder Sorpresa che dopo una settimana si sarebbero schiuse rivelando ognuna una sorpresa unica.

### 2022-presente: lo stanziamento negli Stati Uniti, la divisione e Lobster Popstar
I primi mesi del 2022 risultano particolarmente movimentati per il gruppo: a gennaio annunciano la realizzazione di un nuovo NFT chiamato Meme City, distribuito in tiratura limitata, e contestualmente comunicano l'intenzione di pubblicare il loro quinto album sia in formato tradizionale che come NFT. L'11 febbraio curano le animazioni e la cover art del videoclip del singolo Ebobo della cantante russa Glukoza. Nel marzo successivo, in risposta all'invasione russa dell'Ucraina, parte della formazione - Il'ja Prusikin, Sof'ja Tajurskaja, la regista Alina Pjazok e uno dei produttori discografici - lascia la Russia stanziandosi a Los Angeles negli Stati Uniti; gli altri componenti - Anton Lissov e Sergej Makarov - restano invece in Russia per motivi familiari, riprendendo a distanza di sette anni il loro primo progetto musicale Jane Air. In precedenza, la band si era limitata ad eliminare ogni post sul proprio profilo Instagram, inserendone uno recante la scritta bilingueнет войне, No War (lett. "Nessuna Guerra").
Dopo alcuni mesi di silenzio, a giugno pubblicano il singolo Generation Cancellation, definito dalla stessa band un 
«manifesto contro la guerra»;
La pubblicazione del singolo solleva ampie critiche nei territori di influenza russi, molte delle quali indirizzate direttamente ai membri della band trasferitisi negli Stati Uniti. Il produttore musicale Iosif Igorevič Prigožin invoca la revoca della cittadinanza russa nei loro confronti, sostenendo che «persone poco istruite si sono trasferite negli Stati Uniti, credendo che sia lo Stato più pacifico al mondo, e cercano ora di parlare di pacifismo attraverso i loro video». In seguito aggiunge che i Paesi occidentali stanno conducendo un genocidio contro il popolo russo.
Nei giorni successivi, anche il conduttore radiofonico Mihail Šachnazarov si unisce alle critiche, mentre il deputato della Duma di Stato Sergej Solov’ëv dichiara di non aver compreso il messaggio del brano, definendone la trama «vaga».
Tra i commenti a favore della band vi è invece quello del giornalista e blogger Ilja Varlamov che analizza come «la partenza dei Little Big è un altro esempio di come la cultura russa stia abbandonando il paese in un flusso enorme e turbolento […] perché non possono più sopportare la politica dello Stato».
Anche in Ucraina non mancano le polemiche: alcuni spettatori accusano il video di contenere messaggi antiamericanisti e antioccidentalisti, spingendo gli organizzatori ad annullare una data del tour europeo del 2022, prevista a Cracovia.
Nel luglio seguente, durante un'intervista a Voice of America, Pruisikin dichiara che la formazione trasferitasi in America è "sufficiente per il momento per creare nuove canzoni", sottolineando tuttavia come "trovarsi in paesi diversi renderà scomoda l'attività concertistica in Europa, Australia e Stati Uniti" e manifestando quindi la volontà di tornare a fare tournée con il resto del gruppo.
Sempre a luglio, nel corso di un’intervista a BBC News, i membri del gruppo dichiarano di essere stati inseriti in una lista nera dal governo russo e che il ritorno nel proprio Paese natale sarebbe possibile soltanto «quando Putin se ne andrà». 
A seguito di tali dichiarazioni, attraverso i propri canali social, la band annuncia la cancellazione del We Are Little Big Tour, inizialmente previsto in Russia da agosto a dicembre 2022.
Tuttavia, due mesi dopo, il 20 settembre, sempre tramite i propri social, la band annuncia un nuovo tour, stavolta con dodici tappe distribuite in sette Paesi europei: Cipro, Germania, Kazakistan, Israele, Polonia, Repubblica Ceca e Svizzera.
Nel novembre 2022, in occasione di un'intervista a Deutsche Welle, Prusikin conferma ufficialmente la separazione dalla band di Sergej Makarov e Anton Lissov.
Come conseguenza, la band si riduce a essere un duo.
Il 27 gennaio 2023, il frontman Il'ja Prusikin viene aggiunto dal Ministero della Giustizia della Federazione Russa all'elenco dei foreign agents russi, una lista che comprende i cittadini russi accusati di essere "sotto influenza straniera di qualsiasi tipo" e considerati dunque un pericolo per la federazione.
Sotto la nuova conformazione di gruppo, nel marzo 2023, dapprima annunciano l'imminente uscita del nuovo singolo Pendejo, prevista per il 12 aprile successivo e in seguito, con un video accompagnato da una parodia della canzone America, Fuck Yeah del film Team America: World Police, annunciano il We Are Little Big Tour - North America con sedici tappe negli Stati Uniti e date che vanno da giugno e luglio dello stesso anno. Nello stesso mese vincono il premio per il miglior video musicale con il singolo Generation Cancellation al WorldFest-Houston International Film Festival, uno dei più longevi festival cinematografici al mondo.
Impegnati nei mesi successivi con i vari tour internazionali, ad agosto se ne vedono annullato uno programmato a Erevan, in Armenia, a causa delle pressioni esercitate sulle autorità locali dalla Russia.
Il 4 ottobre 2023 pubblicano il singolo It Happens in collaborazione con il rapper canadese bbno$; mentre all'inizio dell'anno nuovo ne pubblicano in rapida successione altri due: l'8 febbraio 2024 il singolo Hardstyle Fish con la cantante svedese Little Sis Nora e il 12 marzo il singolo Boobs.
Sempre nel mese di marzo annunciano tramite i propri social media l'imminente uscita del quinto album in studio, la cui iniziale uscita era prevista per il 2022, e le date del Lobster Popstar Tour, previsto dal successivo 8 maggio fino al 24 giugno, con tappe in USA, Canada e in Europa.
Per l'occasione, tutte le date del North American Tour, annunciato il 7 febbraio precedente, sono state incorporate nel nuovo tour.
Il 26 aprile esce il quinto album Lobster Popstar, contenente dodici tracce, tra cui il singolo omonimo, Pendejo, It Happens e Boobs.
Il 10 ottobre successivo, concluso il tour, pubblicano il singolo Kurwa.
Dopo una breve pausa dovuta alla nascita di Sasha, figlia di Sof'ja e Il'ja, nel 2025 il duo torna a incidere singoli e il 5 febbraio 2025 pubblica Tchaikovsky, che parla dell'omonimo compositore tardo-romantico. Un mese più tardi, l'8 aprile, pubblicano invece Hardcore American Cowboy.
Nel luglio dello stesso anno viene pubblicato Coco Copter, brano che, come dichiarato di Prusikin, si pone in contrapposizione al fenomeno degli Italian Brain Rot, contenuti perlopiù generati dall'intelligenza artificiale e caratterizzati da un'estetica volutamente nonsense, sia sul piano visivo che acustico. CocoCopter, pur condividendo con questi una logica di assurdo e iperbole, rivendica la propria origine interamente umana: «Little Big – The Original Kings of Italian Brainrot», sottolineando la capacità del duo di produrre assurdità virali senza ricorrere al supporto dell'AI.
Nello stesso mese annunciano le date del The Original Skibidi Tour, della durata di un singolo mese (da ottobre a novembre) e tappe esclusivamente negli Stati Uniti.

## Stile musicale
(Il'ja Prusikin)
Nei primi anni di vita la band si è definita una collaborazione artistica satirica, che si affida ad una musica che prende in giro vari stereotipi nazionali, e ad un'immagine di sé grottesca e spesso accompagnata da balli divertenti, come dimostrano i videoclip autoprodotti dal co-fondatore del gruppo, Alina Pjazok. Negli anni successivi, gli stili ed i modelli concettuali della band e assieme ad essi anche il genere musicale sono spesso mutati, portando gli stessi a definirsi rappresentanti di un genere ibrido.

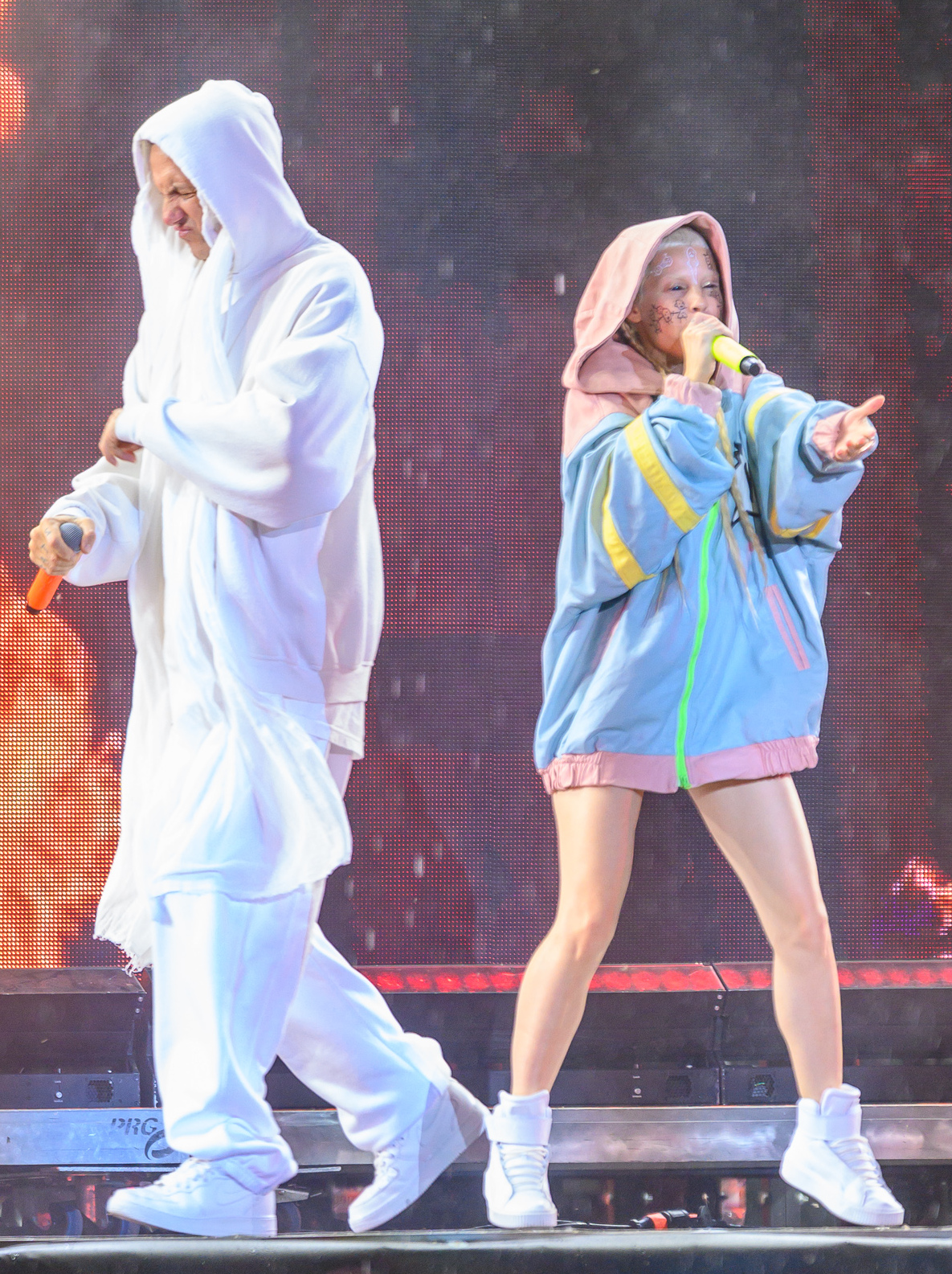
I Die Antwoord principali ispirazioni del gruppo.

Dal momento che il primo concerto ha avuto luogo come atto di apertura per il duo sudafricano Die Antwoord, la band è stata soprannominata The Russian Die Antwoord, ed è spesso confrontata con questa band. La divisione musicale della rivista Vice ha anche definito la band come: "la risposta a Die Antwoord dall'ospedale psichiatrico russo". In seguito, con l'incisione di brani quali Skibidi, le opinioni dei critici si sono divise ulteriormente con alcuni che li hanno paragonati ai Leningrad ed altri che hanno affermato che il gruppo goda di una propria identità, dal momento che presentano all'ascoltatore la propria visione sulle canzoni popolari e sulla cultura russe.
Nel corso degli anni, inoltre, la band è stata influenzata da una varietà di cantanti e musicisti come: Antonio Vivaldi, Aux Raus, Billie Eilish, Cannibal Corpse, DJ Paul, Mozart, Nirvana, NOFX, Red Hot Chili Peppers, Rammstein, Scooter e The Prodigy.

## Formazione

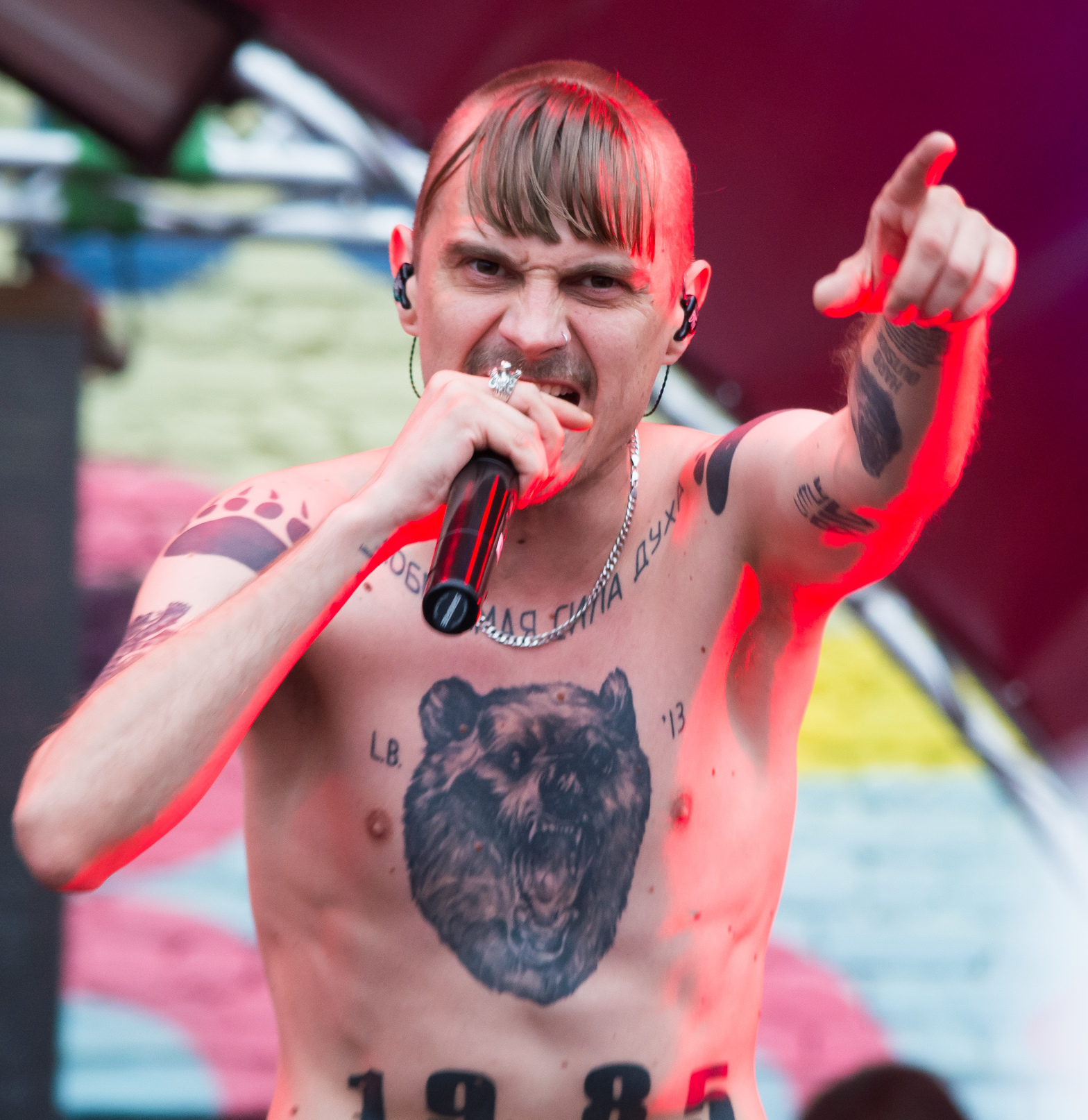
Ilj'a "Il'ič" Prusikin, frontman e fondatore del gruppo.

A partire dalla fondazione nel 2013, il gruppo era composto da 4 componenti: Il'ja "Il'ič" Prusikin (Ust'-Borzja, 8 aprile 1985), Sergej "Gokk" Makarov (17 gennaio 1982), Olimpija Ivleva (San Pietroburgo, 21 giugno 1990), Anna Kast (San Pietroburgo, 15 gennaio 1982 - San Pietroburgo, 28 febbraio 2021). Durante gli anni successivi la band ha visto due membri abbandonare il gruppo, il primo Anna Kast nel 2014 (deceduta nel 2021) seguita da Olimpija Ivleva nel 2018. Queste uscite sono state poi compensate con l'unione di Anton Lissov nel 2014 e, nello stesso anno, di Sof'ja Tajurskaja. Tuttavia, inizialmente Sof'ja iniziò a far parte della band come autrice dei testi di alcune canzoni e come comparsa in alcuni videoclip; mentre a partire dal 2016 come componente ufficiale.
Dopo un periodo di stabilità durato dal 2018 al 2022, in quest'ultimo anno a seguito dell'invasione russa dell'Ucraina Anton Lissov e Sergej Makarov hanno lasciato ufficialmente la band, con i soli Ilj'a e Sof'ja rimasti che hanno continuato a proseguire il progetto come un duo.

### Formazione attuale
- Il'ja Prusikin - voce (dal 2013)
- Sof'ja Tajurskaja - voce (dal 2014/2016[N 1])

### Ex componenti
- Anna Kast - cori (2013-2014)
- Olimpija Ivleva - cori (2013-2014)
- Sergej Makarov - disc jockey (2013-2022)
- Anton Lissov - voce, chitarrista (2014-2022)

## Discografia

### Album in studio
- 2014 – With Russia from Love
- 2015 – Funeral Rave
- 2018 – Antipositive, Pt. 1
- 2018 – Antipositive, Pt. 2
- 2024 – Lobster Popstar

### Album dal vivo
- 2019 – Live in St. Petersburg

### Raccolte
- 2020 – Greatest Hits (Un'greatest S'hits)

## Little Big Family
Nel 2017 la band ha creato la propria etichetta discografica Little Big Family, di cui fanno parte vari artisti russi e del nord Europa quali: i The Hatters, Chleb, Orgonite, Punkiss, Džarachov, Il'ič da Sof'ja, gli stessi Little Big e precedentemente Tatarka e Lizer.

## Tournée
- 2019 – USA Skibid Tour 2019
- 2019 – Skibidi Live Tour Europe
- 2019 – Pop On The Top

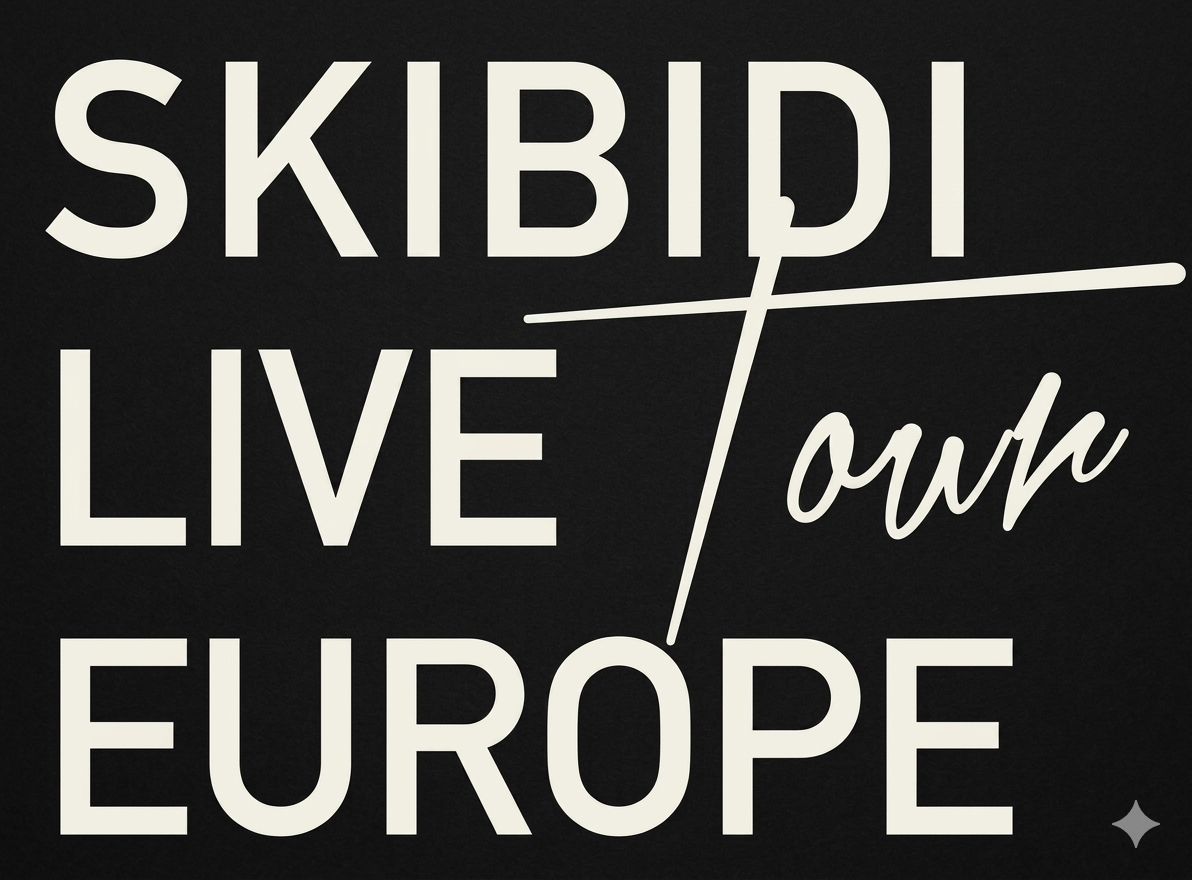
Logo dello Skibidi Live Tour Europe del 2019

- 2022 – We Are Little Big - Russia (cancellato a causa dell'invasione russa dell'Ucraina del 2022)[125][126]
- 2022 – We Are Little Big - Europe
- 2023 – We Are Little Big - North America
- 2023 – Little Big European Tour 2023
- 2024 – Lobster Popstar Tour
- 2025 – The Original Skibidi Tour[178]

## Riconoscimenti
- Berlin Music Video Awards
  - 2016 – Most Trashy per Big Dick[40][41]
  - 2016 – Candidatura al Best Performer per Give Me Your Money[40][41]
  - 2018 – Most Trashy per Lolly Bomb[199]
  - 2019 – Best Concept per Skibidi[200][201]
  - 2020 – Most Trashy per Go Bananas[202]
  - 2020 – Candidatura al Miglior video musicale per Go Bananas[81]
  - 2021 – Candidatura alla Miglior direzione artistica per S*ck My D*ck[116]
  - 2022 – Candidatura al Most Trashy per Turn It Up[203]
  - 2023 – Candidatura al Miglior regista per Pendejo[204][205]
  - 2023 – Candidatura al Best Concept per Generation Cancellation[204][206]
  - 2024 – Candidatura al Best Narrative per It Happens[207]
  - 2024 – Candidatura al Best Trashy per Boobs[207]
- BraVo
  - 2019 – Video musicale dell'anno per Skibidi[208]
- Čartova djužina
  - 2019 – Miglior video per Skibidi[209]
- Global Film Festival Awards
  - 2018 – Miglior video musicale per Lolly Bomb[47][48]
- Het gala van de gouden K's
  - 2018 – Hype dell'anno per Skibidi[210]
- International Music Video Underground
  - 2020 – Miglior video musicale per Go Bananas[211]
- MTV Europe Music Awards
  - 2019 – Candidatura al Miglior artista di MTV Russia[212]
- New York Los Angeles International Film Festival
  - 2020 – Miglior video musicale per Go Bananas[213]
- Novoe Radio Awards
  - 2020 – Miglior produttore[214]
- Premija Muz-TV
  - 2019 – Candidatura al Miglior video per Skibidi[215]
  - 2019 – Candidatura alla Miglior canzone in un'altra lingua per Skibidi[215]
  - 2021 – Candidatura al Miglior video per Uno[216]
  - 2021 – Miglior gruppo[217][218]
- Premija RU.TV
  - 2019 – Candidatura alla Miglior collaborazione per Slėmjatsja pacany[219]
- Rodnoj Zvuk
  - 2019 – Miglior meme[220]
  - 2019 – Candidatura al Miglior pop[221]
  - 2019 – Candidatura al Miglior video dell'anno per Skibidi[222]
- Rossijskaja nacional'naja muzykal'naja premija Viktorija
  - 2020 – Canzone dell'anno per Uno[107]
  - 2020 – Miglior video musicale per Uno[107]
  - 2020 – Miglior gruppo pop dell'anno[107]
- Tophit Music Awards
  - 2019 – Video of the Year on YouTube in Russia (mixed vocals) per Skibidi[223]
  - 2019 – Takeoff of the Year on YouTube in Russia[223]
- Vidfest
  - 2015 – Candidatura al Like for Music[224]
  - 2016 – Candidatura al Like for Song per Big Dick[225]
- WorldFest-Houston International Film Festival
  - 2023 - Music Video - New Artist per Generation Cancellation[158]